# Dieter Hennebo
Dieter Hennebo (* 15. Juni 1923 in Wittenau; † 1. Januar 2007 in Hannover) war ein deutscher Gartenhistoriker, der als Fach die „Geschichte der Gartenkunst“ und die Gartendenkmalpflege vertrat und auf diesen Gebieten führend war.

## Jugend und Ausbildung
In Görlitz aufgewachsen, begann Dieter Hennebo zunächst ein Medizinstudium, stellte jedoch bald fest, dass dies nicht sein Wunschberuf war. Er wechselte in den Gartenbaubetrieb der Familie seiner Frau, legte 1948 die Gärtnerprüfung ab und begann ein Studium der Gartenkunst und Landschaftsarchitektur an der Ost-Berliner Humboldt-Universität, der damals einzigen Hochschule mit dieser Fachrichtung in der DDR. Nach dem Diplom wurde er 1952 mit dem Thema „Über den Einfluss von Grünanlagen in Großstädten auf den Staubgehalt der Luft“ promoviert und erhielt dafür einen Doktorgrad der Agrarwissenschaften (Dr. agr.).

## Beruflicher Werdegang und Werk
Von 1951 bis 1956 arbeitete er als Assistent am Institut für Gartenkunst und Landeskultur der Humboldt-Universität bei dem Gartenarchitekten Georg Pniower. Willy Kurth fasste ihn als Gartendirektor der Staatlichen Schlösser und Gärten in Potsdam ins Auge. Dann aber verließ er aufgrund zunehmender politischer Repressalien mit seiner Familie die DDR und ging in die Bundesrepublik Deutschland. Er begann zunächst 1957 als Assistent an der Lehr- und Forschungsanstalt für Gartenbau in Geisenheim, daneben hatte er einen Lehrauftrag für Gartenkunst an der TH Darmstadt. 1958 wechselte er als Direktor an die Lehranstalt für Gartenbau Essen. 1961 bekam er zusätzlich einen Lehrauftrag an der Technischen Hochschule Hannover, wo er sich 1962 habilitierte. 1965 wurde in Hannover am Institut für Grünplanung und Gartenarchitektur eine Professur für die „Geschichte der Gartenkunst“ eingerichtet, die er als wissenschaftlicher Rat und Professor übernahm. 1978 wurde er ordentlicher Professor für Geschichte der Freiraumplanung (Geschichte der Gartenkunst, des Stadtgrüns und der Gartendenkmalpflege). Dieter Hennebo baute das „Orchideenfach“ zu einem eigenständigen und international renommierten Lehrgebiet der Fakultät aus, das neben seinen Vorlesungen und Seminaren zur Geschichte der Gartenkunst auch Veranstaltungen zur Gartendenkmalpflege bot. 1987 wurde Hennebo emeritiert.
Hennebo war ab 1965 Herausgeber der 1951 gegründeten und in Hannover verlegten Fachzeitschrift Das Gartenamt, ab 1970 der Fachbuchreihe Geschichte des Stadtgrüns. Zahlreiche weitere Veröffentlichungen über die Geschichte der Gartenkunst, über Stadtgrün, Stadtparks und einzelne historische Gärten, zur Gartendenkmalpflege (darunter 1985 ein bis heute als Standardwerk geltendes Handbuch), sowie zur Entwicklung des Berufsstandes der Landschaftsarchitekten wurden von ihm verfasst. Er erstellte Parkpflegewerke und Ausstellungen zur Gartenkunst, sprach auf zahlreichen Symposien, führte nationale und internationale Exkursionen durch und war Mitglied in verschiedenen Beiräten und Redaktionen.
Hennebo war seit seiner Assistentenzeit an der Humboldt-Universität mit Harri Günther befreundet.

## Ehrungen
- 1991: Friedrich-Ludwig-von-Sckell-Ehrenring der Bayerischen Akademie der Schönen Künste[1], die höchste Auszeichnung im Bereich der Landschaftsarchitektur in Deutschland
- 1994: Karl-Friedrich-Schinkel-Ring des Deutschen Nationalkomitees für Denkmalschutz
- Ehrenmitglied der Deutschen Gesellschaft für Gartenkunst und Landschaftskultur.

## Veröffentlichungen (Auswahl)
Ein Schriftenverzeichnis für die Jahre 1953 bis 1992 findet sich in der unten genannten Festschrift zum 70. Geburtstag.
- Staubfilterung durch Grünanlagen (= Wissenschaftliche Berichte. Folge 2 Bauwesen, Heft 19). Berlin 1955.
- mit Robert Zander: Anleitung zur Grundlagenforschung in Grünplanung und Gartenkunst. Berlin 1956.
- mit Lieselotte Vossnack, Heinrich Sievers (Hrsg.): Herrenhausen 1666–1966. Europäische Gärten bis 1700. Jubiläumsausstellung in Hannover, Orangerie Herrenhausen, 19.6.–28.8.1966.  Hannover 1966.
- mit Alfred Hoffmann: Geschichte der deutschen Gartenkunst. Hamburg 1962–1965. (Neudruck: Königstein 1981):
  - Bd. 1: Gärten des Mittelalters
  - Bd. 2: Der architektonische Garten
  - Bd. 3: Der Landschaftsgarten
- Entwicklung des Stadtgrüns von der Antike bis in die Zeit des Absolutismus (= Geschichte des Stadtgrüns 1). Hannover 1970; 2. Auflage 1979.
- mit Erika Schmidt:  Entwicklung des Stadtgrüns in England von den frühen Volkswiesen bis zu den öffentlichen Parks im 19. Jahrhundert (= Geschichte des Stadtgrüns 3). Hannover 1977.
- (Hrsg.): Gartendenkmalpflege. Grundlagen der Erhaltung historischer Gärten und Grünanlagen. Ulmer, Stuttgart 1985, ISBN 3-8001-5046-8; darin
  - Gartendenkmalpflege in Deutschland, Geschichte – Probleme – Voraussetzungen, S. 11–48.
- Gärten des Mittelalters. München/Zürich 1987.
- „Wir brauchen diese Dokumente alter Gartenkunst…, selbst wenn sie unserem Geschmack nicht ganz entsprechen.“ Anmerkungen zur Entwicklung der Gartendenkmalpflege in Deutschland. In: Die Gartenkunst 3, 2, 1991, S. 287–291.

## Festschriften für Dieter Hennebo
- Fachbereich Landschaftsarchitektur und Umweltentwicklung der Universität Hannover (Hrsg.): Gartenkunst – Stadtgrün – Gartendenkmalpflege. Vorträge zum Festkolloquium aus Anlaß des 65. Geburtstages von Prof. Dr. Dieter Hennebo, veranstaltet am 24. – 25. Juni 1988 (= Beiträge zur räumlichen Planung. Schriftenreihe des Fachbereichs Landschaftsarchitektur und Umweltentwicklung der Universität Hannover 26). Hannover 1992.
- Erika Schmidt, Wilfried Hansmann, Jörg Gamer (Hrsg.): Garten, Kunst, Geschichte. Festschrift für Dieter Hennebo zum 70. Geburtstag (= Grüne Reihe 16). Wernersche Verlagsgesellschaft, Worms 1994, ISBN 3-88462-107-6 (mit Schriftenverzeichnis).
- Michael Rohde, Rainer Schomann (Hrsg.): Historische Gärten heute. Zum 80. Geburtstag von Professor Dr. Dieter Hennebo. Edition Leipzig, Leipzig 2003, ISBN 3-361-00567-1.